# La famiglia Trapp (film)
La famiglia Trapp (Die Trapp-Familie) è un film tedesco del 1956 diretto da Wolfgang Liebeneiner.
Il film, ambientato a Salisburgo e a Monaco di Baviera, è imperniato sulla storia della famiglia di Maria Augusta Kutschera tratta dalla prima parte dell'autobiografia romanzata La famiglia Trapp, e ha avuto un seguito, La famiglia Trapp in America, tratto dalla seconda parte del romanzo.
Protagonista è l'attrice tedesca Ruth Leuwerik nel ruolo di "Maria Trapp". Tra i ragazzi, Michael Ande e Ursula Wolff sono destinati ad una lunga carriera di attori.
Il film ed il suo seguito sono stati prodotti prima del famoso film Tutti insieme appassionatamente con Julie Andrews., ispirato anch'esso alla medesima autobiografia.

## Trama
Per il barone von Trapp, vedovo e padre di sette figli,  il ruolo di padre è sempre più difficile, per questo si rivolge ad un vicino monastero che gli invia la novizia Maria per prendersi cura dei bambini. Maria, grazie al suo carattere cordiale e all'affetto che subito prova per i bambini, riesce a farsi accettare ed amare dalla famiglia.
Il barone lentamente scopre di essere innamorato di Maria e alla fine riesce a convincerla a sposarlo. Intanto Maria insegna a cantare ai bambini, tanto che la famiglia partecipa al Festival di Salisburgo e vince interpretando una canzone popolare austriaca.
Ma nel 1938 l'Austria viene annessa alla Germania e il barone e la sua famiglia decidono di fuggire negli Stati Uniti.